# Beaumont-sur-Dême
Beaumont-sur-Dême là một xã thuộc tỉnh Sarthe trong vùng Pays-de-la-Loire tây bắc nước Pháp. Xã này nằm ở khu vực có độ cao từ 57-129 mét trên mực nước biển.